# Erbbaurechtsgesetz
Das Erbbaurechtsgesetz (ErbbauRG) regelt in Deutschland das Erbbaurecht, soweit nicht die Regelungen über das Erbbaurecht für sog. Altfälle im Bürgerlichen Gesetzbuch (BGB) anzuwenden sind. Beim Erbbaurecht handelt es sich weitgehend um vorkonstitutionelles Recht.
Anders, als es der frühere Name „Erbbaurechtsverordnung“ (ErbbauVO) vermuten ließ, handelte es sich nicht um eine Rechtsverordnung. Vielmehr wurde die ErbbauVO als Verordnung des damaligen Rates der Volksbeauftragten „mit Gesetzeskraft“ (tatsächlich aber im Gesetzesrang) erlassen und löste die §§ 1012–1017 BGB ab. Sie gilt nach Art. Art. 123 Abs. 1 GG fort, da sie dem Grundgesetz nicht (inhaltlich) widerspricht. Ziel des Gesetzes war die Förderung des Wohnungsbaus und die Bekämpfung der Bodenspekulation.
Die ErbbauVO wurde gemäß Art. 125 Nr. 1 GG Bundesrecht und teilt (da „mit Gesetzeskraft“ nach damaliger Verfassung verordnet) den Rang eines (formellen) Parlamentsgesetzes. Das wird schon daran deutlich, dass die ErbbauVO stets durch Gesetz, niemals aber durch Rechtsverordnung (so beispielsweise bei der StVO) geändert wird. Mit der Rechtsbereinigung vom 23. November 2007 hat der Gesetzgeber den Titel klarstellend in „Erbbaurechtsgesetz“ geändert.

## Wichtige Regelungen
§ 5 ErbbauRG: Als Inhalt des Erbbaurechts kann vereinbart werden, dass der Eigentümer des mit dem Erbbaurecht belasteten Grundstücks einer Veräußerung und/oder Belastung des Erbbaurechts zustimmen muss.
§ 9 Abs. 3 Nr. 1 ErbbauRG (zwangsversteigerungssicherer Erbbauzins): Es kann vereinbart werden, dass die Reallast (der Erbbauzins) bestehen bleibt, wenn der Grundstückseigentümer aus der Reallast oder der Inhaber eines im Rang vorhergehenden oder gleichstehenden dinglichen Rechts die Zwangsversteigerung des Erbbaurechts betreibt.
§§ 18 bis § 20 ErbbauRG regeln die Mündelhypothek.
Siehe auch: Bewertung von Erbbaurechten